# Igreja de São Fortunato

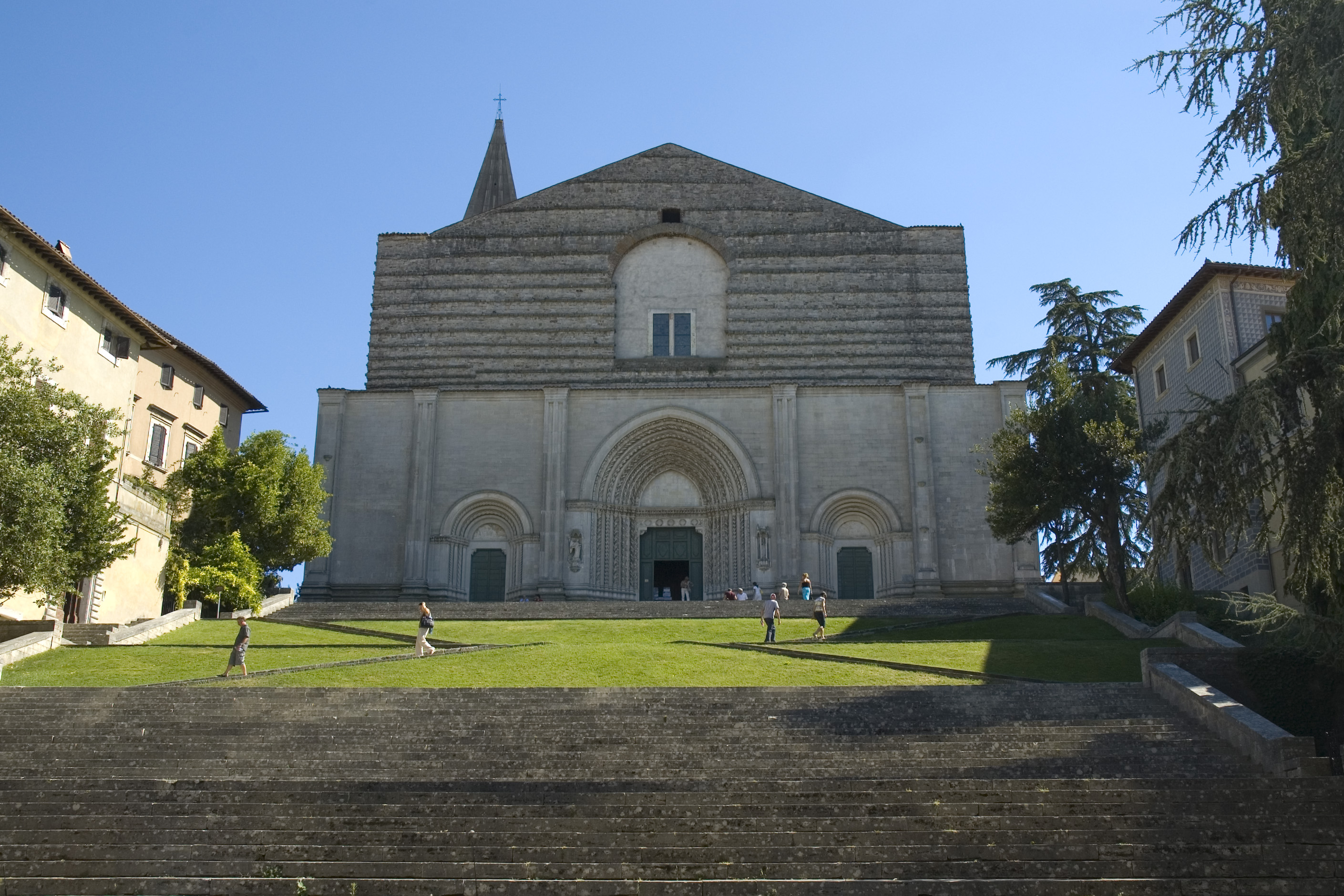
Fachada

A Igreja de São Fortunato é um dos mais importantes monumentos religiosos de Todi, na Itália. Pertence à Igreja Católica e é dedicada a São Fortunato.
Está situada no topo de uma ampla escadaria, em um local onde, em torno do ano 1000, se erguia uma pequena igreja anexa a um mosteiro beneditino; os dois leões colocados nas laterais da entrada são, provavelmente, parte desta estrutura primitiva. Contudo, a primeira notícia oficial que se tem dela é de 1198, quando Inocêncio III consagrou um altar a São Cassiano no seu interior. A partir de 1292 a igreja foi reformada em estilo gótico. As obras foram interrompidas por uma epidemia de peste em 1348, sendo retomadas 1405. O novo trabalho foi confiado a Giovanni Santuccio da Sporto e seu sobrinho Bartolo. No entanto, em meados do século a fachada ainda não havia sido terminada, permanecendo inconclusa.
Possui três portais góticos que mostram uma grande discrepância estilística, imputável ao prolongar das obras, e acredita-se que a obra se deve a três artistas diferentes: o primeiro, quase certamente de Siena, o segundo, provavelmente umbro, mas familiarizado com a grande escultura toscana do período, e o terceiro é bastante rudimentar. O portal central é o mais notável, decorado com uma moldura delicadamente esculpida com figuras e colunas, em suas laterais há dois nichos com estátuas de São Gabriel e da Virgem Maria, em um estilo que lembra o de Jacopo della Quercia. O fato de a fachada ficar incompleta pode ser um sintoma do clima de transformação civil e religiosa na cidade, que entrara em profunda crise em torno de 1400: uma lenda narra que o autor do projeto, Giovanni Santuccio, foi cegado por algumas pessoas de Orvieto que temiam que São Fortunato viesse a se tornar um templo mais belo do que a sua Catedral. Há também um campanário gótico, construído em 1460.
O interior tem três naves de igual altura, divididas por pilares com arcos pontiagudos. Nas naves laterais existem várias capelas decoradas com afrescos e estátuas. As pinturas incluem alguns afrescos do século XIV da escola giottesca de Assis, um afresco da Virgem com o Menino Jesus e Anjos de Masolino da Panicale, e entre outras produções tardo-góticas e barrocas. O belo cadeiral no coro da abside foi criado em 1590 por Antonio Maffei da Gubbio. Na cripta sob o altar existe um mausoléu com os restos mortais dos santos Cassiano, Fortunato, Calisto, Romana e Digna, além do túmulo de Jacopone da Todi, famoso monge e poeta medieval.